# وليد خالد عفت
وليد خالد عفت، هو لاعب عراقي معتزل وكان يلعب مركز الدفاع، شارك مع منتخب بلاده لبطولة كأس آسيا 1996 لدولة الإمارات العربية المتحدة، وكان من أبرز لاعبي نادي القوة الجوية، وشارك في تصفيات كأس آسيا 2000م ودورة الألعاب العربية سنة 1999م.

## روابط خارجية
- وليد خالد عفت على موقع ناشيونال فوتبول تيمز (الإنجليزية)